# Clinopodium vernayanum
Clinopodium vernayanum là một loài thực vật có hoa trong họ Hoa môi. Loài này được (Brenan) Ryding mô tả khoa học đầu tiên năm 2006.